# كورت دايفيد (كاتب)
كورت دايفيد (بالألمانية: Kurt David)‏ (و. 1924 – 1994 م) هو كاتب، وجندي ألماني، توفي في غورليتس، عن عمر يناهز 70 عاماً.

## جوائز
حصل على جوائز منها:
- جائزة ليون فويشتفانغر [الإنجليزية]‏ (1984)
- Alex Wedding Prize [الإنجليزية]‏ (1970)
- وسام نجمة صداقة الشعوب لألمانيا الشرقية [الإنجليزية]‏
- الجائزة الوطنية لجمهورية ألمانيا الديمقراطية

## وصلات خارجية
- كورت دايفيد على موقع IMDb (الإنجليزية)

- كورت دايفيد في قاعدة بيانات الأفلام على الإنترنت